# Donatella Pinto
Donatella Pinto (Bari, 1908 – Milano, 1963) è stata una pittrice italiana.
Ha iniziato ad esporre nel 1927 in mostre collettive a Lecce. È stata fortemente influenzata dalla cosiddetta "seconda stagione" della Scuola Romana, o Scuola di via Cavour, di cui ha fatto parte assieme a Roberto Melli, Renato Marino Mazzacurati, Guglielmo Janni e Fausto Pirandello.
In seguito, ha esposto alle Quadriennali di Roma nel 1931, 1935 e 1939 assieme a Renato Guttuso, Giacomo Balla e Mario Sironi, all'Intersindacale di Firenze nel 1933, Milano nel 1941 e a Verona nel 1943.
Ha indetto personali nel 1932 a Bari e Roma, nel 1934 a Firenze, nel 1945 a Milano. È stata inoltre presente alla mostra Il Fiore e alla Mostra di Arte Sacra dell'Angelicum di Milano dal 1943 al 1947.
Sue opere ebbero acquisti ufficiali e si trovano presso numerosi enti pubblici e collezioni private.
Sposata con Carlo Madella, ha avuto tre figli tra il 1940 e il 1947. È deceduta a Milano nel 1963.
Per visionare le opere è possibile contattare i nipoti Madella Lorenzo in Ancona e Madella Valentina a Milano.